# Tricyrtis
Tricyrtis Wall. es un género de plantas de la familia de las liliáceas. Es originario de las regiones templadas de Asia.
Son plantas perennes herbáceas que crecen naturalmente en la orilla de los bosques.

## Especies
- Tricyrtis affinis Makino
- Tricyrtis amethystina Masam.
- Tricyrtis chinensis Hiroshi Takahashi
- Tricyrtis hirta (Thunb.) Hook.
- Tricyrtis latifolia Maxim.
- Tricyrtis macropoda Miq.
- Tricyrtis stolonifera
- Tricyrtis viridula Hiroshi Takahashi
- Tricyrtis yatabeana Masam.